# René Payot
Pour les articles homonymes, voir Payot.
René Payot, né le 11 août 1894 à Monthey (Valais) et mort le 15 mai 1970 à Genève, est un journaliste suisse.

## Biographie
René Payot suit des études de lettres. En 1918, il est dépêché par le Journal de Genève en Bavière pour y suivre les soubresauts révolutionnaires qui secouent l'Allemagne au lendemain de sa défaite.
Rentré en Suisse en 1920, il est nommé correspondant du même journal à Berne puis, en 1933, rédacteur de la politique fédérale et locale. Il se révèle alors un polémiste redoutable, sous le pseudonyme Puck, s'en prenant sans ménagement à la politique du parti socialiste dont il dénonce les prétendus liens avec Moscou. Succédant à William Martin, il devient la même année rédacteur en chef.
Dès octobre 1941, à la demande du directeur du studio de Genève de la Radio suisse romande, René Payot accepte de commenter, chaque vendredi, la situation internationale. Très rapidement ses chroniques passent les frontières. Durant la période de guerre, Français et Belges se passionnent pour ses commentaires considérés comme objectifs, lucides et soucieux de la vérité. Ses chroniques de politique internationale dureront jusqu'en 1969, dans le cadre, tout d'abord des Instants du monde, puis du Miroir du monde.

## Distinctions et hommages
- Ruban de commandeur de la Légion d'honneur française[2].
- Membre de l'Académie florimontane depuis le 25 juin 1946[3].

Une petite place triangulaire porte son nom, entre la rue du Général-Dufour et la rue du Conseil-Général, entre le bâtiment Dufour de l’Université et le parc des Bastions. Selon l’État de Genève, « On ne compte pas le nombre de « rues René Payot » dans les villes de France dont plusieurs lui ont même décerné le titre de citoyen d'honneur ».

## Bourse René Payot
Chaque année, depuis 1982, en mémoire de René Payot est offerte, par les radios des Médias Francophones Publics (Radio France, la Radio télévision suisse, la Radio-Télévision belge de la Communauté française, Radio-Canada et Radio France Internationale) une bourse portant son nom. Dotée d'un prix de 7.000 Euros, elle récompense un(e) aspirant(e) journaliste.